# Johannesbasilika (Badoc)

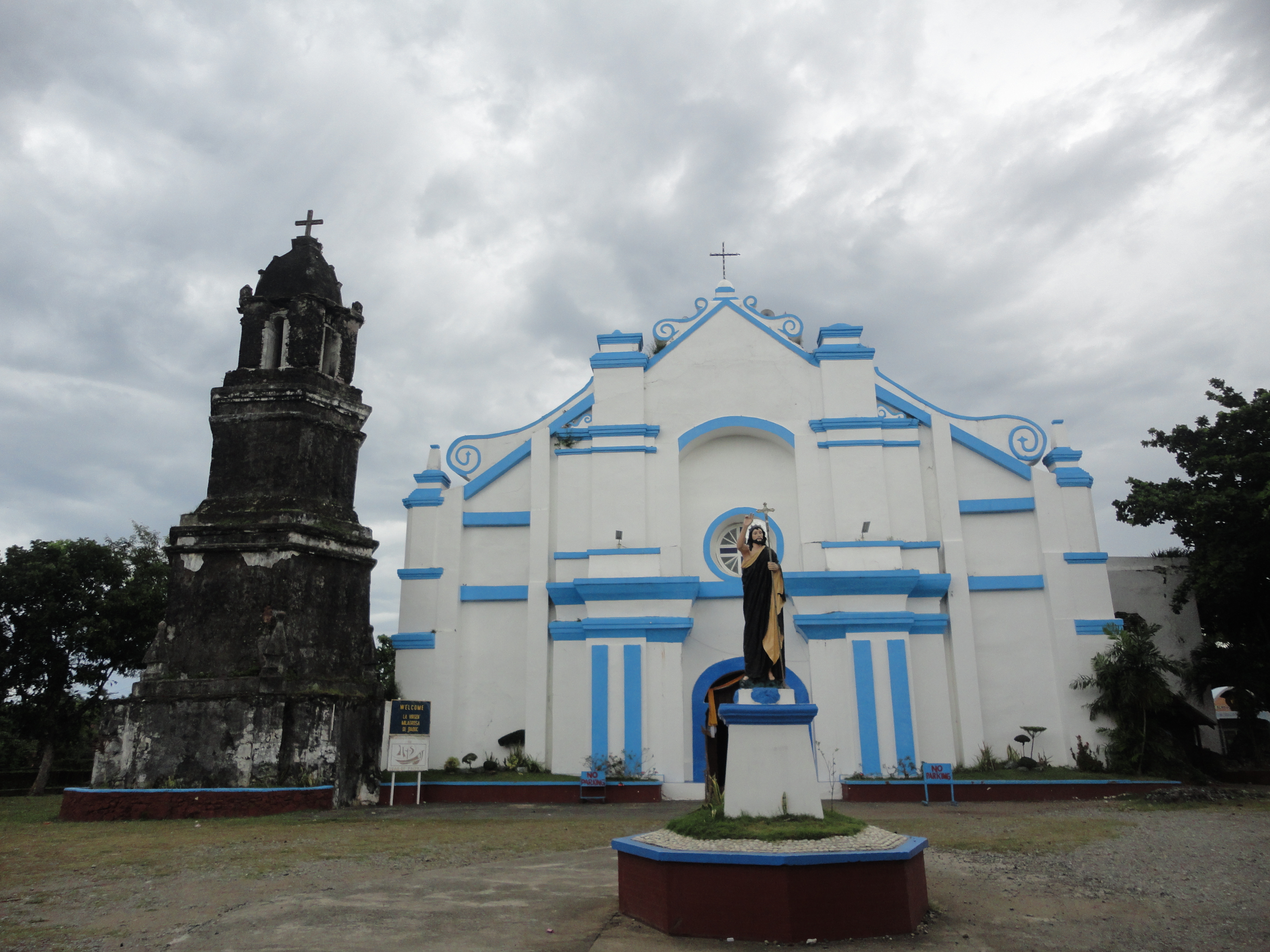
Fassade der Kirche mit Glockenturm

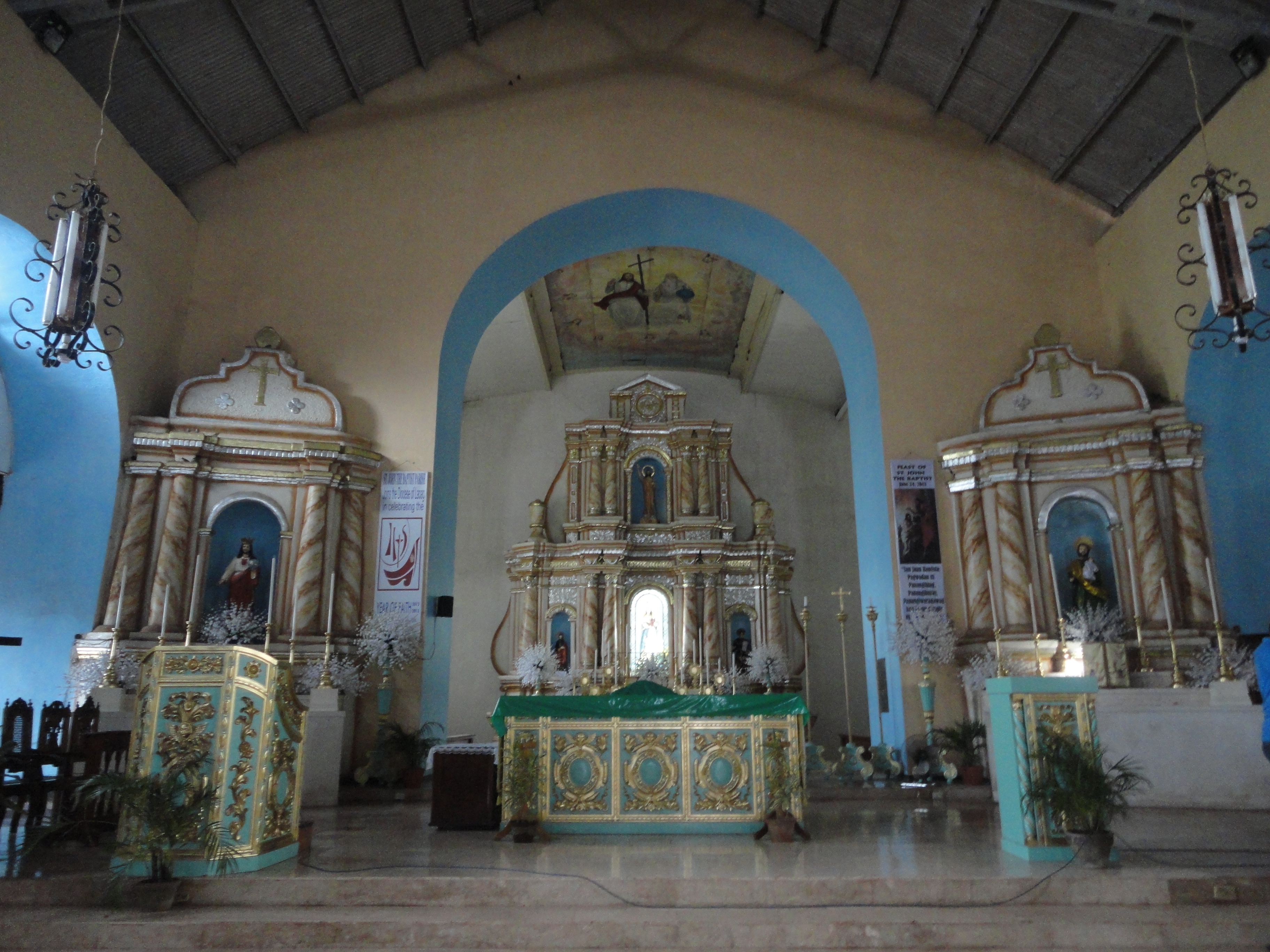
Altarbereich

Die Johannesbasilika (englisch Basilica of San Juan Bautista) ist eine römisch-katholische Kirche in Badoc im Norden der Philippinen. Die Pfarrkirche des Bistums Laoag beherbergt als Heiligtum die Marienstatue der Virgen Milagrosa. Sie ist Johannes dem Täufer gewidmet und trägt den Titel einer Basilica minor. Sie wurde im 17. Jahrhundert im Stil des Barock erbaut.

## Kirche
Als Architekt der Kirche gilt Bruder Antonio Estavillo, OSA, der auch die als Welterbe anerkannte Kirche St. Augustin in Paoay errichtete. Sie ist eine der elf barocken Fil-Hispanic-Kirchen in Ilocos Norte. Die Seitenwände der einschiffigen Kirche sind zum Erdbebenschutz mit massiven Strebemauern verstärkt. Links neben dem Eingangsbereich der Kirche steht ein Glockenturm.
Die Kirche wurde 1714 in eine Pfarrkirche umgewandelt, als sie von der Gemeinde St. Nikolaus von Tolentino in Sinait abgetrennt wurde. Im November 2018 wurde die Erhebung der Kirche zur Basilica minor verkündet.

## Marienstatue
Die Kirche ist zugleich ein Marienheiligtum, sie beherbergt die Statue der wundersamen Jungfrau Maria, der Virgen Milagrosa. Die Geschichte führt die lebensgroße Statue nach Nagasaki in Japan zurück. Sie soll von Christen in Japan, die wegen der Verfolgung während des Tokugawa-Regimes im Geheimen waren, zusammen mit einer wundersamen Christusstatue des Schwarzen Nazareners dem Meer übergeben worden sein. Die Statuen kamen 1620 bei Paguetpet an der Grenze zwischen Sinait und Badoc an Land. Die Marienstatue kam nach Badoc, die Christusstatue nach Sinait. Die Marienstatue wurde im Mai 2018 kanonisch gekrönt.